# Кез
Кез (рос. Кез, удм. Кез) — селище (в минулому смт) в Росії, адміністративний центр Кезького району Удмуртії.
Селище розташоване на правому березі річки Лип, у межиріччі двох правих приток Юс та Кездурка. Окрім північного заходу селище обмежоване лісовими масивами тайги.

## Населення
Населення — 11080 осіб (2010; 10913 в 2002).

## Історія

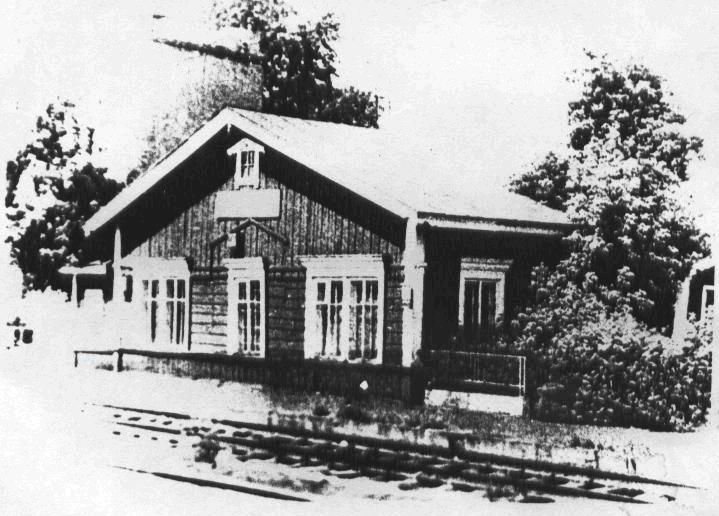
Залізнична станція поч. XX ст.

1895 року в глухому лісисто-болотистому краї при будівництві нової залізниці було обрано місце для залізничної станції поблизу річки для будівництва водокачки для заправки паротягів водою. Так на річці Лип виникла станція Кез, а біля неї і селище. Датою заснування селища прийнято називати 1 листопада 1899 року, коли станція та і вся залізниця була здана до експлуатації. До 1921 року селище входило до складу Липської волості Глазовського повіту Вятської губернії, потім увійшло до Вотської автономної області. З 18 січня 1925 року — центр волості. В липні 1929 року Кез став центром Кезького району. З травня 1942 року по 2008 рік селище мало статус смт.
В кінці XX століття до селища були приєднані сусідні села Аникино (80 осіб в 1984 році), Зоря (150 осіб в 1984 році), Великий Кез (450 осіб в 1984 році), Малий Кез (140 осіб в 1984 році).

## Господарство

### Промисловість
Серед підприємств у селищі працюють 2 ліспромгоспи (один з яких «Російський ліс»), мехлісопункт, міжгосподарський лісгосп, льонопереробний завод, маслосироробний завод, хлібокомбінат, елеватор, харчкомбінат, багато приватних підприємств.

### Соціальна сфера
В селищі діють професійне училище № 50, 2 школи, 5 дитячих садочків («Сонечко», «Теремок», «Посмішка», «Колосок», «Ладушки»), спортивна школа, школа мистецтва, центр дитячої творчості, будинок культури, центральна районна лікарня, ФАП, 2 клуба, 2 бібліотеки, виставковий центр, центр прикладного мистецтва, молодіжний центр, комплексний центр соціального обслуговування населення, служба зайнятості, військкомат, ветеринарна станція з лабораторією, районний суд, прокуратура, пожежне депо, ТСОУ, церква, краєзнавчий музей, музей імені Поскребишева О. О., районний будинок ремесел. Видається районна газета «Зірка».
25-30 червня 2012 року в селищі пройшов IV Міжрегіональний та водночас XI республіканский фестиваль паркової скульптури, у якому взяли участь 40 майстрів з Удмуртії, Мордовії, Ямало-Ненецького АО, Красноярського краю та Пензенської області. Вони створили 17 дерев'яних скульптур та композиції, які були встановлені на території районного Будинку культури в центрі селища. Переможцями фестивалю стали:
- робота Узей-Туклинського будинку ремесел (Удмуртія) «Слідами древніх легенд: Про річку Каму»;
- робота Петра Рябова (голова громадської організації "Спілка Тавлинських майстрів «Ермезь», Мордовія), Олександра Рябова (викладач з різьблення по дереву Дитячої художньої школи, Мордовія), Олександра Туркичева (викладач Дитячої школи мистецтв села Шемишейка Пензенської області);
- робота Петра Камашева (викладач Бабинської ЗОШ Зав'яловського району, Удмуртія) «Творчість поета Поскребишева О. О.»